# Ezio Maria Gray

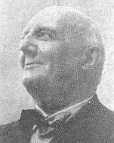
Ezio Maria Gray

Ezio Maria Gray (geb. 9. Oktober 1885 in Novara, Italien; gest. 8. Februar 1969 in Rom) war ein faschistischer Politiker, Journalist und Abgeordneter. Der gelernte Journalist bekleidete vor allem im Kulturbereich zahlreiche öffentliche Amter.

## Leben
Im Ersten Weltkrieg meldete er sich freiwillig an die Front, 1920 trat er den Fasci bei. 1920 in die faschistische Partei eingetreten, 1921 stieg er zum politischen Sekretär des Fascio seiner Heimatstadt auf und wurde in das Abgeordnetenhaus gewählt. Er war Teilnehmer am Marsch auf Rom im Oktober 1922 und danach über zwei Jahrzehnte lang eine Größe in der faschistischen Hierarchie. 1921 wurde er Abgeordneter, 1924 berief ihn Mussolini in das Direktorium des PNF und in den Großen Faschistischen Rat. 1925–1926 Mitglied  des PNF-Vorstands, 1941–1943 Vizepräsident der Kammer der Fasci und der Korporationen (Abgeordnetenkammer); 1943–1945 Chefredakteur der Gazzetta del Popolo. Nach dem Krieg wurde Ezio Maria Gray wegen Kollaboration zu 20 Jahren Haft verurteilt, kam aber nach wenigen Monaten aufgrund einer Generalamnestie wieder frei. 1946/47 war Gray maßgeblich an der Gründung des neofaschistischen Movimento Sociale Italiano (MSI) beteiligt und wurde zum stellvertretenden Parteichef ernannt. 1953–1958 war er Abgeordneter und 1963–1968 Senator der MSI. Gray gründete zudem 1949 in Rom die Wochenzeitung ll Nazionale, für die er bis zu seinem Tod verantwortlich zeichnete.